# Manuele Caddeo
Manuele Caddeo (né le 2 mars 1986 à Imperia, en Ligurie) est un coureur cycliste italien.

## Palmarès
- 2004
  - 2e de la Coppa Pietro Linari
- 2007
  - 3e de Milan-Rapallo
- 2008
  - 3e du Gran Premio Palio del Recioto
- 2009
  - 1reb étape du Tour de la Vallée d'Aoste
  - 2e du Tour de la Province de Bielle
  - 2e du Baby Giro

## Classements mondiaux
| Année           | 2008 | 2009 | 2010   |
| --------------- | ---- | ---- | ------ |
| UCI Europe Tour | 440e | 355e | 1 034e |